# Thorsten Schwab
Thorsten Schwab (* 12. Dezember 1975 in Marktheidenfeld) ist ein deutscher Politiker (CSU) und seit Oktober 2013 Mitglied des Bayerischen Landtags.

## Werdegang
Thorsten Schwab wurde erstmals 2002 in den Gemeinderat Hafenlohr gewählt. Seit dem 1. Mai 2008 ist er Erster Bürgermeister der Gemeinde Hafenlohr und Kreisrat im Landkreis Main-Spessart.
Bei der Landtagswahl 2013 gewann er das Direktmandat im Stimmkreis Main-Spessart, das er bei der Landtagswahl 2018 und der Landtagswahl 2023 verteidigte. Dort ist Schwab aktuell Mitglied des Ausschusses für Ernährung, Landwirtschaft und Forsten und Mitglied des Ausschusses für Wohnen, Bau und Verkehr. Zudem ist er Vorsitzender des Beirates für Information und Kommunikation des Bayerischen Landtages.

## Privates
Schwab ist verheiratet und Vater von drei Kindern. Er ist römisch-katholischer Konfession.